# Emile Hafashimana
Emile Hafashimana (1º marzo 2005) è un mezzofondista burundese.

## Palmarès
| Anno | Manifestazione           | Sede     | Evento         | Risultato | Prestazione | Note                                     |
| ---- | ------------------------ | -------- | -------------- | --------- | ----------- | ---------------------------------------- |
| 2023 | Giochi della Francofonia | Kinshasa | 5000 m piani   | Bronzo    | 13'31"11    |                                          |
| 2024 | Giochi Panafricani       | Accra    | 5000 m piani   | 13º       | 14'10"03    | Miglior prestazione personale stagionale |
| 2024 | Giochi Panafricani       | Accra    | 10000 m piani  | 10º       | 30'12"66    | Miglior prestazione personale            |
| 2024 | Mondiali di cross        | Belgrado | Corsa seniores | 31º       | 29'47"      |                                          |
| 2024 | Mondiali di cross        | Belgrado | A squadre      | 10º       | 221 p.      |                                          |
| 2024 | Mondiali U20             | Lima     | 5000 m piani   | 7º        | 13'49"23    |                                          |

## Altre competizioni internazionali
2024
- 17º alla Night of the 10000 PBs ( Londra) - 10000 m piani - 27'47"88
- 5º al FAST5000 ( Maisons-Lafitte), 5000 m piani - 13'15"24
- 9º alla Cinque Mulini ( San Vittore Olona) - 28'18"
- 5º al Cardiff Cross Challenge ( Cardiff) - 27'21"
- 5º al Cross Internacional de San Sebastián ( San Sebastián) - 20'19"

2025
- 6º al Campaccio ( San Giorgio su Legnano) - 32'25"
- 6º al Cross della Vallagarina ( Villa Lagarina) - 25'43"
- Bronzo al Cross di Alà dei Sardi ( Alà dei Sardi)